# Mariella Melon
Mariella Melon (Tortona, 22 ottobre 1958 – 1º dicembre 2023) è stata una cestista italiana.

## Carriera
Le sue squadre di club sono state Parma, Torino, Avellino e Cesena (dove ha giocato tre stagioni e dove ha chiuso la carriera).
Con l'Italia ha disputato i Campionati europei del 1983.